# Autobahnkreuz Hamburg-Ost
Das Autobahnkreuz Hamburg-Ost (Abkürzung: AK Hamburg-Ost; Kurzform: Kreuz Hamburg-Ost) ist ein Autobahnkreuz in Hamburg bzw. in Schleswig-Holstein. Es verbindet die Bundesautobahn 1 (Vogelfluglinie) mit der Bundesautobahn 24 (Hamburg – Berlin).

## Geografie
Das Autobahnkreuz liegt zu mehr als drei Vierteln auf dem Gemeindegebiet von Barsbüttel im Kreis Stormarn, der Rest befindet sich im Hamburger Stadtteil Billstedt sowie auf Oststeinbeker Gebiet. Die Landesgrenze zwischen Schleswig-Holstein und der Hansestadt Hamburg verläuft durch den westlichen Teil des Kreuzes. Es befindet sich etwa 12 km östlich der Hamburger Innenstadt, etwa 50 km südwestlich von Lübeck und etwa 85 km westlich von Schwerin.
Das Autobahnkreuz Hamburg-Ost trägt auf der A 1 die Anschlussstellennummer 31, auf der A 24 die Nummer 3.

## Geschichte
Dem Spatenstich für den Bau der Reichsautobahn Hamburg – Lübeck im Januar 1934 folgten ab September vorbereitende Maßnahmen im Bereich des heutigen Autobahnkreuzes. Ursprüngliche Planungen sahen eine kreuzungsfreie Verbindung der Autobahnen aus Hamburg, Berlin und Lübeck unter dem Titel Barsbütteler Dreieck vor. Am 13. Mai 1937 wurde die Reichsautobahn Hamburg – Lübeck (also die A 24 in Richtung Westen und die A 1 in Richtung Norden) für den Verkehr freigegeben.
Im September 1937 begannen die Baumaßnahmen für die Autobahn Richtung Berlin, doch bereits zwei Jahre später mussten diese kriegsbedingt wieder eingestellt werden. Bis dahin wurden ungefähr 80 % des Gesamtprojekts fertiggestellt, es fehlten jedoch noch der Innenausbau des Tunnels sowie die Fahrbahndecke.
Der noch nicht in Betrieb genommene Tunnel innerhalb des Autobahnkreuzes diente während des Zweiten Weltkriegs als vor Bombenangriffen sicheres Ausweichquartier für die Herstellung von Flugzeugteilen. Zu diesem Zweck wurden die Einfahrten zugemauert sowie der Innenraum in drei Räume unterteilt. Von 1946 bis 1950 nutzten britische Pioniere das gesamte Kreuzungsbauwerk zum Leidwesen der Fahrbahndecken als Abstellplatz für Militärfahrzeuge.
Im Jahre 1960 wurde mit dem Bau der Südostumfahrung Hamburg im Zuge der A 1 begonnen, die am 15. Mai 1963 unter Verkehr genommen werden konnte. Vollendet wurde das Kreuz 1978 durch den Bau der A 24 (Berliner Strecke).
Anfang der 1980er Jahre wurde die A 1 auf sechs Fahrstreifen erweitert, in diesem Zuge wurden die Einfädelungsspuren ausgebaut und Eckverbindungen zwischen dem Westteil der A 24 und dem Südteil der A 1 geschaffen, um den innerhamburgischen Verkehr aufzunehmen.
Um das gestiegene Verkehrsaufkommen bewältigen zu können, wurde das Kreuz seit 2001 umfangreich umgebaut und modernisiert. Die Sanierung des Tunnels sowie die Fahrbahnerneuerung zwischen Reinbek und dem Kreuz machten von August bis Anfang November 2006 eine über dreimonatige Vollsperrung der Fahrtrichtung Hamburg nötig. Die Arbeiten am 27 Millionen Euro teuren Großprojekt wurden im November 2007 abgeschlossen.

## Bauform und Ausbauzustand
Die A 1 ist sechsstreifig ausgebaut, die A 24 vierstreifig. Die Relationen A 24 West—A 1 Süd und umgekehrt sind einspurig, die restlichen Verbindungsrampen zweispurig ausgeführt. Es fehlen die Verbindungsrampen Berlin—Lübeck und umgekehrt. Diese werden von den Anschlussstellen Barsbüttel an der A 1 sowie Reinbek an der A 24 bedient.
Das Autobahnkreuz wurde wegen des spitzen Winkels, in dem die beiden Autobahnen aufeinandertreffen, als Linienlösung ausgeführt. Das Hauptbrückenbauwerk führt die A 1 über die A 24.
Bei diesem Autobahnkreuz findet das sogenannte TOTSO-Verfahren Anwendung. So wird man, wenn man auf der Hauptfahrbahn (linke Fahrspur) bleibt, sollte man aus Richtung Hamburg in Richtung Berlin auf der A 24 unterwegs sein, auf die A 1 in Richtung Lübeck geleitet. Andersrum werden Fahrer aus Fahrtrichtung Berlin, die in Richtung Hamburg die A 24 befahren, automatisch auf die A 1 in Fahrtrichtung Bremen geleitet, wenn sie keinen Fahrspurwechsel vornehmen.

## Verkehrsaufkommen
Mit einer Verkehrsbelastung von im Durchschnitt rund 148.000 Fahrzeugen täglich ist es das am stärksten frequentierte Autobahnkreuz in Schleswig-Holstein.
| Von                       | Nach                      | Durchschnittliche tägliche Verkehrsstärke | Durchschnittliche tägliche Verkehrsstärke | Durchschnittliche tägliche Verkehrsstärke | Anteil Schwerlastverkehr | Anteil Schwerlastverkehr | Anteil Schwerlastverkehr |
| Von                       | Nach                      | 2005                                      | 2010                                      | 2015                                      | 2005                     | 2010                     | 2015                     |
| ------------------------- | ------------------------- | ----------------------------------------- | ----------------------------------------- | ----------------------------------------- | ------------------------ | ------------------------ | ------------------------ |
| AS Barsbüttel (A 1)       | AK Hamburg-Ost            | 63.000                                    | 81.600                                    | 86.100                                    | 16,9 %                   | 11,8 %                   | 11,2 %                   |
| AK Hamburg-Ost            | AS Hamburg-Öjendorf (A 1) | 57.000                                    | 91.900                                    | 99.900                                    | -                        | 17,1 %                   | 16,2 %                   |
| AS Hamburg-Jenfeld (A 24) | AK Hamburg-Ost            | 66.000                                    | 58.600                                    | 59.700                                    | 03,1 %                   | 03,5 %                   | 03,1 %                   |
| AK Hamburg-Ost            | AS Reinbek (A 24)         | 47.500                                    | 49.200                                    | 51.200                                    | 10,8 %                   | 10,3 %                   | 11,6 %                   |

## Anschlussstellen und Fahrbeziehungen
|                                                       |  | Richtung Heiligenhafen (30) Barsbüttel ↓↓↓↑↑↑ |
| Richtung Hamburg-Horn (2) Hamburg-Jenfeld ↓↓↑↑        |  | ↓↓↑↑ (4) Reinbek Richtung Berlin              |
| ↓↓↓↑↑↑ (32) Hamburg-Öjendorf Richtung Bremen/Hannover |  |                                               |

## Trivia
Das Kreuz Hamburg-Ost stellt auch einen Knotenpunkt von Europastraßen dar. Es beginnt die weitestgehend dem Verlauf der A 24 folgende Europastraße 26 an der Europastraße 22, welche von Amsterdam nach Sassnitz verläuft.